# NGC 179
NGC 179 est une vaste galaxie lenticulaire située dans la constellation de la Baleine. NGC 179 a été découverte par l'astronome américain Francis Leavenworth en 1885.

## Caractéristiques
Sa vitesse par rapport au fond diffus cosmologique est de 5 664 ± 24 km/s, ce qui correspond à une distance de Hubble de 83,5 ± 5,9 Mpc (∼272 millions d'al).
À ce jour, cinq mesures non basées sur le décalage vers le rouge (redshift) donnent une distance de 108,860 ± 27,716 Mpc (∼355 millions d'al), ce qui est à l'intérieur des valeurs de la distance de Hubble.